# Pseudocoptosia cinerascens
Pseudocoptosia cinerascens là một loài bọ cánh cứng trong họ Cerambycidae.